# Takahiro Yamanishi
Takahiro Yamanishi (山西 尊裕 Yamanishi Takahiro?), född 2 april 1976, är en japansk tidigare fotbollsspelare.
I april 1995 blev han uttagen i Japans trupp till U20-världsmästerskapet 1995.